# 又吉千幸
又吉 千幸（またよし・ちゆき）は、フリーアナウンサーで、元NHK沖縄放送局の契約キャスター。

## 経歴
詳細は基礎情報を参照。成城大学在学中は女子大生モデル事務所CampusParkに所属し、タレントとして活動。日本テレビ『現役女子大報道学部』でリポーターを務めたほか、雑誌の読者モデルなどとして活躍した。
卒業後帰郷し、地元のNHK沖縄放送局で1年間勤務。その後契約を更新せず満了退局、再び上京。アナウンサー事務所のオールウェーブ・アソシエツに入った。なお、“同期生”には元静岡局の高須沙知子もいる。遅くとも2013年7月までに所属していた事務所を辞めている。現在は結婚し子供もいるそうだ。
元テレビ山梨アナウンサーの平松千花は大学時代の同窓生であり、友人である。

## 過去の仕事
- 現役女子大報道学部 リポーター（日本テレビ）
- りっかりっか沖縄（NHK沖縄）
- ハイサイ!ニュース610「ナマからハイサイ!」などコーナー担当（NHK沖縄）